# Arcos (Tabuaço)
Arcos é uma povoação portuguesa sede da Freguesia de Arcos do Município de Tabuaço, freguesia com 7,90 km² de área e 163 habitantes (censo de 2021), tendo, por isso, uma densidade populacional de 20,6 hab./km²
Arcos foi sede de concelho até 1834. Este era constituído por uma freguesia e tinha, em 1801, 329 habitantes. Entre 1834 e 1862 pertenceu ao município de Moimenta da Beira.

## Demografia
Nota: Nos anos de 1864 a 1890 pertencia ao concelho de Moimenta da Beira. Por decreto de 10/02/1872 passou a pertencer ao atual concelho.
A população registada nos censos foi:
| Distribuição da População por Grupos Etários | Distribuição da População por Grupos Etários | Distribuição da População por Grupos Etários | Distribuição da População por Grupos Etários | Distribuição da População por Grupos Etários |
| -------------------------------------------- | -------------------------------------------- | -------------------------------------------- | -------------------------------------------- | -------------------------------------------- |
| Ano                                          | 0-14 Anos                                    | 15-24 Anos                                   | 25-64 Anos                                   | > 65 Anos                                    |
| 2001                                         | 28                                           | 29                                           | 88                                           | 61                                           |
| 2011                                         | 22                                           | 26                                           | 119                                          | 66                                           |
| 2021                                         | 13                                           | 6                                            | 89                                           | 55                                           |

## Património
- Igreja de Arcos
- Capela de Santo António
- Pelourinho de Arcos